# Charlie lucrător la bancă
Charlie lucrător la bancă (în engleză The Bank) este un film american de comedie din 1915 produs de Jess Robbins și scris și regizat de Charlie Chaplin. Este al zecelea film al său realizat pentru  Essanay Studios. În alte roluri interpretează actorii Edna Purviance, Leo White, Billy Armstrong, Carl Stockdale  și  Charles Inslee.

## Distribuție
- Charles Chaplin - Charlie, a Janitor
- Edna Purviance - Edna, a Secretary
- Carl Stockdale - Charles, a Cashier
- Charles Inslee - President of the bank
- Leo White - Clerk
- Billy Armstrong - Another Janitor
- Fred Goodwins - Bald Cashier/Bank Robber with Derby
- John Rand - Bank Robber and salesman
- Lloyd Bacon - Bank Robber
- Frank J. Coleman - Bank Robber
- Paddy McGuire  - Cashier in White Coat
- Wesley Ruggles - Bank Customer
- Carrie Clark Ward - Bank Customer
- Lawrence A. Bowes - Bond Salesman